# 别列夫连
别列夫连 (英語：Belevren), 是保加利亚东南部布尔加斯州斯雷代茨市一个村庄。该村庄与以下村庄接壤: 上亚巴雷科沃、下亚巴雷科沃、格拉尼恰尔和基洛沃。该村南部边界位于保加利亚与土耳其的边境线上。

## 地理
该村庄位于斯特兰贾山脉。别列夫连河长24公里，贯穿整个村庄。